# Scapania ferruginea
Scapania ferruginea är en bladmossart som först beskrevs av Lehm. et Lindenb., och fick sitt nu gällande namn av Gottsche, Lindenb. et Nees. Scapania ferruginea ingår i släktet skapanior, och familjen Scapaniaceae. Inga underarter finns listade i Catalogue of Life.